# Хворостинин, Дмитрий Иванович
Князь Дми́трий Ива́нович Хворости́нин, (в монашестве — Дионисий; род. между 1535 и 1540, Москва — ум. 7 августа 1590 или 1591, Троице-Сергиев монастырь) — русский полководец, военный и государственный деятель, окольничий (1569), боярин (1584). Благодаря незаурядным полководческим способностям сумел в условиях местничества несмотря на относительную неродовитость сделать выдающуюся военную карьеру. В сочинении английского посла Джайлса Флетчера «О государстве Русском» (1588—1589) представлен как «главный у них [русских] муж, наиболее употребляемый в военное время».
Герой осады Полоцка (1563), опричный воевода царя Ивана Грозного (1565). Вместе с князем Михаилом Воротынским разгромил крымских татар в битве при Молодях (1572). Участник ряда сражений Ливонской войны, организатор успешных оборонительных и наступательных действий против Речи Посполитой начала 1580-х годов, неоднократный победитель шведов. Внёс крупный вклад в оборону степных окраин Русского государства от крымскотатарских набегов, со второй половины 1580-х годов на посту наместника Рязанского главный руководитель всей приграничной линии. Историки выделяют необычайную частоту битв и походов Хворостинина, а также рекордное количество местнических тяжб против него.

## Биография

### Происхождение
Род Хворостининых, из которого происходил Дмитрий Иванович, относился к одной из младших ветвей ярославских князей, владевшей незначительным Ухорским уделом. Он был менее знатным и богатым, чем роды, из которых происходили многие другие воеводы эпохи Ивана Грозного. Поэтому в начале своей военной службы Хворостинин уступал им по местнической иерархии и получал скромные должности. Лишь впоследствии, в свете выдающихся личных полководческих качеств и некоторых благоприятных для его карьеры обстоятельств (а отчасти, благодаря хлопотам его отца, который был окольничим при Иване Грозном, о продвижениях по иерархической лестнице), Хворостинин смог занять очень ответственные посты. Тем не менее, почти каждое его назначение сопровождалось местническими тяжбами и жалобами более родовитых соперников.

### Начало военной службы
Государеву службу Хворостинин начал в пятнадцать лет, с самых простых рядовых должностей в Коломне и Белой. Первое упоминание о Хворостинине в Разрядных книгах относится к 1559 году, когда он, будучи уже стольником, был назначен на «крымскую украину» в Шацк, где командовал отрядом детей боярских и местничал с Владимиром Бахтеяровым-Ростовским. Несмотря на начало Ливонской войны, в 1560 году его перевели в Нижний Новгород на должность начальника гарнизона. Лишь осенью 1561 года он попал на ливонский театр военных действий в Юрьев, где в должности головы при воеводе Василии Глинском ходил на ливонских немцев. Летом 1562 года участвовал в отражении крымцев под Мценском.

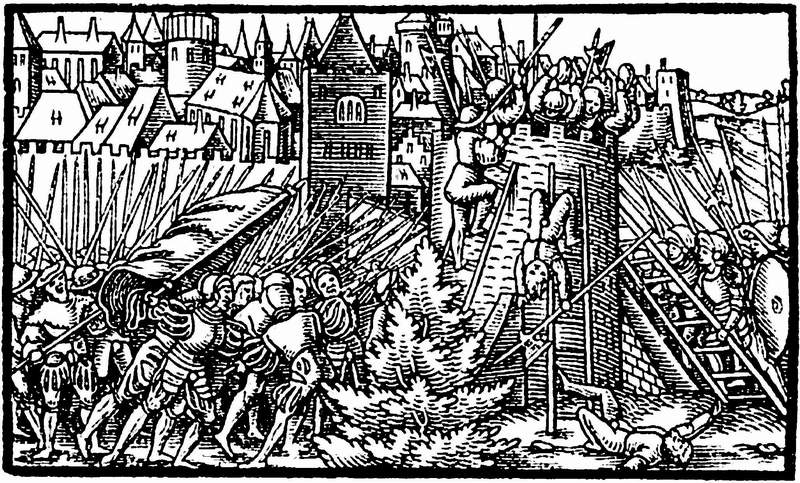
Осада Полоцка в 1563 году, гравюра из аугсбургского «летучего листка»

Военный талант Хворостинина был замечен царём, когда он отличился при взятии Полоцка в 1563 году, будучи в скромной роли войскового головы в государевом полку, во главе небольшого отряда из двухсот дворян. Литовцы и поляки во главе со Станиславом Довойной подожгли большой посад Полоцка, чтобы он не достался царским людям, и принялись силой загонять жителей в замок. Поместные отряды Хворостинина и Телепнева-Оболенского «Овчинина»  ринулись в бой, и как гласит летопись «ляхов в остроге потоптали, а которые люди Полоцкого повета сельские сидели в остроге, и те в город не пошли, а вышли в государский полк и воеводские полки». В результате государев двор принял более 11 000 русских беженцев из горящего Полоцка. После боя Хворостинин был одним из первых, кто вошёл в Верхний замок, разрушенный русскими стенобитными орудиями. Храбрость Хворостинина была высоко оценена Иваном Грозным.
После этого, был ненадолго отправлен воеводой в Великие Луки. В 1564 году действовал на южных украинах, где разгромил крымских татар, возвращавшихся с добычей из-под Калуги.

### Опричный воевода

#### Береговая служба

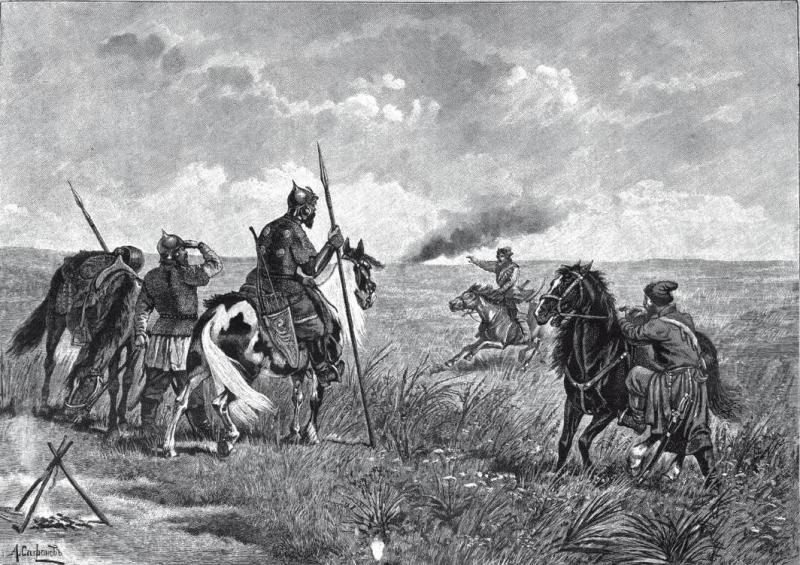
Тревога на пограничном карауле в XVI веке. Гравюра XIX века

В 1565 году в связи с ухудшением положения на литовском фронте и участившимися боярскими изменами Иван Грозный объявил о введении опричнины. Одним из опричных воевод был назначен Хворостинин, который продолжал нести службу на южном пограничье. Введение опричнины облегчило положение неродовитого полководца, местнические тяжбы против него почти прекратились. Единственный, кто спорил с ним «о местех» за годы опричнины — сам главнокомандующий опричным корпусом Иван Дмитриевич Колодка Плещеев, представитель старинного и влиятельного рода Плещеевых.
Во время службы воеводой в Зарайске Хворостинину удалось перехватить и разбить грабительский крымский отряд, возвращавшийся с «полоном». Осенью того же года с небольшим отрядом отправился на оборону города Болхова, к которому подступил хан Девлет-Гирей с крупным войском. Взять город хану не удалось. За этот поход Иван Грозный наградил Хворостинина «золотым» — монетой, которая в то время служила как медаль. В 1567 году Хворостинин возглавлял царский полк при походе в Литву, прежде чем было подписано временное перемирие.
В 1569 году Хворостинин вновь на береговой службе в Калуге и Туле, получив титул окольничего. В 1570 году крымский хан с 50-тысячной ордой напал на Рязанскую землю. Хворостинин, не дожидаясь подкреплений, перешёл через Оку и настолько удачно действовал против крымцев, что вынудил их отступить. В 1571 году крымский поход повторился и был намного более результативным. Хану удалось обойти оборонительную линию «берега» и опустошить окрестности Москвы. Опричное войско береговой службы, в котором Хворостинин служил третьим воеводой передового полка, не смогло предотвратить переправы ханского войска через Оку, а впоследствии бежало за Москву, не вступая с татарами в бой. Отмечается, что в битве за Москву участвовал лишь один передовой полк, в котором и служил Хворостинин.
Царь возложил ответственность за прорыв хана именно на командующих передового и сторожевого полков, казнив первых и вторых воевод Михаила Черкасского и Василия Темкина-Ростовского, Ивана Темкина-Ростовского и Василия Яковлева-Захарьина. Хворостинина царь не счёл в достаточной степени виновным, однако его карьера как опричного воеводы и авторитет в глазах царя были также подорваны. Когда царь обвинил в неудаче также князя Ивана Мстиславского, Хворостинин вместе с другими боярами и детьми боярскими поручился за него.

#### Битва при Молодях

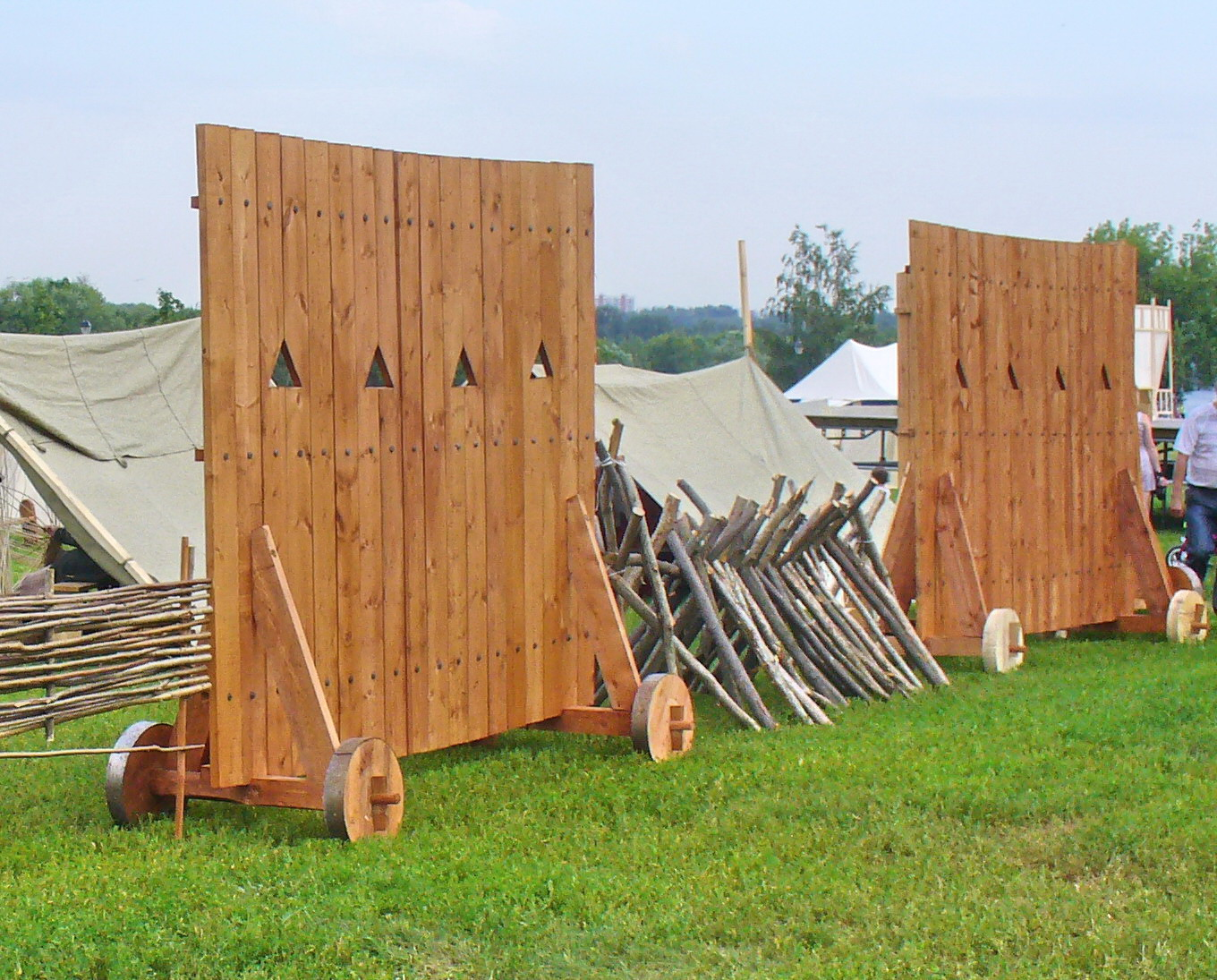
Реконструкция гуляй-города в Коломенском

В 1572 году крымский поход на Москву повторился. Девлет-Гирей выступил с большим войском (от 40 до 60 тысяч) и сумел прорваться через Оку у Сенькиного брода. Хворостинин был вторым воеводой 5-тысячного передового полка под началом Андрея Хованского. Однако именно Хворостинину воевода Большого полка князь Михаил Воротынский, надеясь на его опыт и искусство, давал наиболее ответственные поручения. Во главе своего передового полка Хворостинин нагнал ханское войско и атаковал его тыл. Девлет-Гирей не рискнул продолжать наступление на близлежащую Москву, развернул войско и послал на Хворостинина значительные силы крымской конницы. Так началась знаменитая битва при Молодях. Хворостинин, умело маневрируя, подвёл татарских всадников под пушечный и пищальный огонь гуляй-города, возведённого князем Воротынским. Позже в ходе сражения, Воротынский поручил оборону гуляй-города Хворостинину, который активно, совершая вылазки, защищал его, пока Воротынский совершал обходной манёвр. Множество татар ханского войска погибло от сокрушительного пушечного огня, прежде чем князь Воротынский ударом с тыла, а также Хворостинин одновременной решительной вылазкой, решили исход битвы. В последующем преследовании бегущих крымцев и турок были разгромлены многие разрозненные отряды ханского войска.
Историк Дмитрий Володихин считает, что победа в жестоком и кровавом сражении у деревни Молоди — самая главная заслуга Дмитрия Хворостинина, благодаря которой воевода, вся жизнь которого прошла в битвах и походах, остался в памяти потомков. Летописи, повествуя о победе при Молодях, упоминают рядом с именем Воротынского именно имя молодого воеводы, его главного помощника, хотя в войске присутствовали и значительно более знатные военачальники. По мнению Руслана Скрынникова, вклад Хворостинина в победу при Молодях даже превышал вклад Воротынского. Вадим Каргалов и Дмитрий Володихин более осторожны в прямом сравнении и считают обоих военачальников в равной степени творцами победы.

### Продолжение службы после опричнины

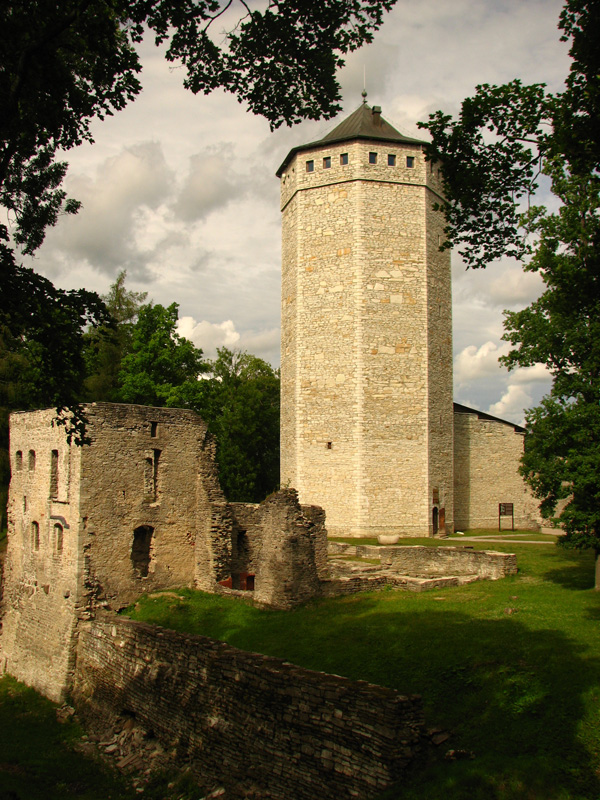
Руины замка в Пайде (Вейсенштейне)

После битвы при Молодях известность и авторитет Хворостинина в народе сильно возросли, однако отношение к нему царя после пожара Москвы 1571 года оставалось холодным, почти опальным. Постепенное упразднение опричнины и перевод бывших опричных воевод под начальство земских воевод из титулованной знати вновь усложнило положение Хворостинина. В результате вспыхивавших местнических споров, талантливому полководцу приходилось и далее довольствоваться должностями второго или даже третьего воеводы. Как только он получал самые скромные повышения по службе, против него начинались местнические тяжбы. Как пишет Володихин, талантливый, но не родовитый Хворостинин являлся одним из «рекордсменов» местнических дел. За период между упразднением опричнины и его смертью его имя связано с 22 местническими тяжбами, в среднем каждые восемь месяцев.
Осенью 1572 года Хворостинин участвовал во взятии Вейсенштейна на ливонском театре военных действий. Зимой того же года из-за «великих снегов» Хворостинин и Фёдор Шереметев не смогли дойти до отрядов восставшей луговой черемисы и царь в качестве позорного наказания приказал одеть их в женское платье, заставил крутить жернова и молоть муку.
В 1573 году Хворостинин вновь на южной границе. Здесь ему удалось разбить орду под Воскресенском и погнать обратно. В последующие два лета Хворостинин был вновь на «берегу» в Коломне вторым воеводой сторожевого и передового полков. Его положение при дворе и карьера были «замороженными», а за упорство в отстаивании интересов рода в местническом деле с Бутурлиными, князя Дмитрия даже на неделю отправили в тюрьму и взыскали с него огромный по тем временам штраф — 150 рублей.

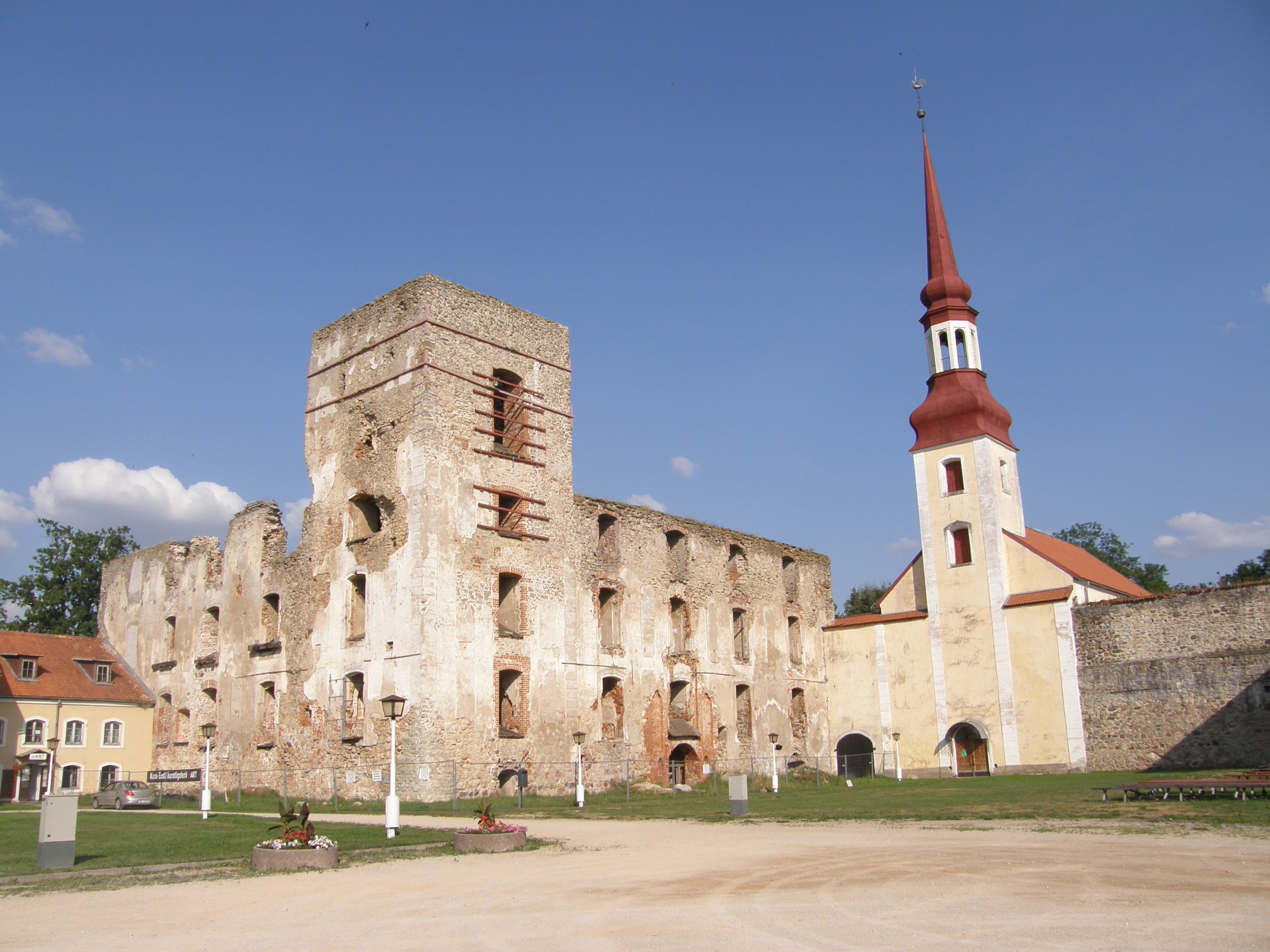
Руины замка в Пылтсамаа (Оберпален)

В 1577 году в качестве второго воеводы передового полка князя Голицына Хворостинин участвовал в осаде Ревеля, воюя на сей раз против шведов. После этого — вновь второй воевода в Коломне и Калуге. В 1578 году участвовал в качестве второго воеводы Большого полка в «немецком походе». Благодаря его действиям был взят город Оберпален, занятый после измены и бегства короля Магнуса сильным шведским гарнизоном. После этого Иван Грозный потребовал от воевод идти на Венден (Кесь), находившийся в руках поляков. В первый раз за много лет Хворостинина назначили командовать сторожевым полком. Однако тут вспыхнул новый местнический спор с князем Михаилом Тюфякиным, который не пожелал быть под Хворостининым вторым воеводой. Хворостинина вызвали в Москву, а Тюфякин продолжал местничать с другими воеводами. Наступление на Венден задержалось, было утрачено ценное время. Тем временем, поляки и шведы успели объединиться и нанести русскому войску неожиданный удар под Венденом. Это сражение подорвало русские позиции в Ливонии, однако Хворостинин волей судьбы оказался непричастным к этому провалу.

#### Походы в Литву
В 1579 году новый король польский и великий князь литовский Стефан Баторий активизировал военные действия против России, осадив и взяв Полоцк. Талантливый полководец вновь понадобился Ивану Грозному и его карьера вновь начала идти вверх. Кратковременно Хворостинин снова в Калуге для отражения очередного крымского набега, однако вскоре назначен вторым воеводой в Большой полк во Ржев. В битве подо Ржевом нанёс поражение литовскому войску, одержав на фоне разорительного великолукского похода Стефана Батория очень важную психологическую победу. За это царь Иван Грозный в очередной раз наградил его «золотым».

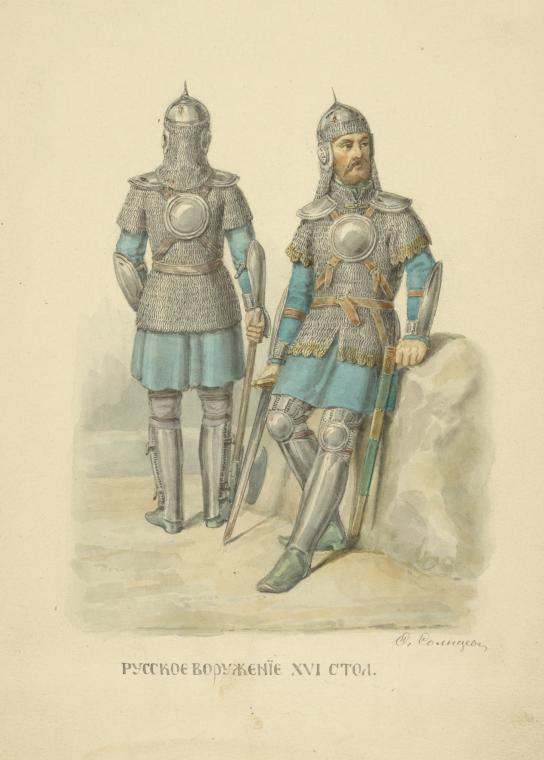
Русское вооружение XVI столетия. Рисунок Ф. Г. Солнцева, 1869

После сбора войск в Смоленске в марте 1581 года в Литву выступило русское войско во главе с несколькими воеводами (Михаил Катырев-Ростовский, Хворостинин, Меркурий Щербатый, Иван Туренин, Иван Бутурлин, Роман Бутурлин). По местническим причинам Хворостинин формально вновь не получил должность первого воеводы, однако фактическим руководителем похода был именно он. «Наконечником копья» русского войска был отряд волжских казаков под предводительством Ермака Тимофеевича. Спускаясь по Днепру, воинство Хворостинина совершило рейд к Дубровно, Орше, Шклову, Могилёву и Радомлю. «и у Могилева посады пожгли и много товаров поимали и ляхов побили и много полону поимали и сами вышли со всеми людьми на Смоленеск, дал Бог, здорова». В течение похода под Шкловом был разбит крупный польско-литовский отряд, состоявший преимущественно из наёмников. В результате этого похода Стефан Баторий был вынужден отложить своё наступление на Псков, потеряв ценные летние месяцы, и смог начать известную безуспешную осаду Пскова (где оборонялся брат Хворостинина Андрей) лишь в августе.

#### Победа над шведами
В 1581 году в решающее наступление против русских перешли шведы, возглавляемые известным полководцем Понтусом Делагарди. Закрепившись в Нарве и Ивангороде, они захватили пограничные крепости Ям (28 сентября 1581 года) и Копорье (14 октября) с уездами. Однако в феврале 1582 года передовой полк русской рати под командованием Дмитрия Хворостинина и думного дворянина Михаила Безнина у села Лялицы в Водской пятине атаковал начавшие новое наступление шведские войска. Как пишет Разрядная книга, «Божиею милостию и Пречистые Богородицы молением свейских людей побили и языки многие поимали. И было дело: наперед передовому полку — князю Дмитрию Ивановичу Хворостинину да думному дворенину Михаилу Ондреевичу Безнину, — и пособил им большой полк, а иные воеводы к бою не поспели. И государь послал к воеводам с золотыми». Потерпев поражение, противник вынужден был поспешно отойти в Нарву. После громких успехов шведов на заключительном этапе Ливонской войны именно их неудача под Лялицами и последующая безуспешная осада Орешка послужили психологическим переломом и вынудили шведов подписать Плюсское перемирие. Как пишет Руслан Скрынников, в операции под Лялицами также участвовал отряд атамана Ермака, который под началом Хворостинина смог многому у него научиться.

#### Третья черемисская война
В 1582 году Хворостинин вновь второй воевода в Калуге в передовом полку. Зимой в качестве второго воеводы у Ивана Воротынского послан в Муром для похода против взбунтовавшихся луговых черемис и казанских татар во время Третьей черемисской войны. В 1583 году Хворостинин, опять побывавший вторым воеводой передового полка на южной украине, отправился на черемис. На сей раз Хворостинин по рангу поставлен в командовании наравне с более родовитыми военачальниками.

### Военная служба при Фёдоре Иоанновиче и Борисе Годунове
После смерти Ивана Грозного в марте 1584 года на престол взошёл его сын Фёдор Иоаннович, правивший с помощью Бориса Годунова. Отношение при дворе к Хворостинину стало благосклонным, он был пожалован в бояре и назначен государевым наместником в Рязани, с поручением охранять всю приграничную линию.  В 1585 году совместно с князем Александром Фёдоровичем Засекиным готовился к встрече набега Ногайской орды и стоял вместе с ним во главе основного полка.
Повышение по службе, обретение богатых земельных владений, а также боярского чина (который был нечастым даже у более знатных аристократов) являлись долгожданным личным триумфом Хворостинина. Отныне его ценят и жалуют при дворе, он участвует в заседаниях Боярской думы и присутствует на государственных приёмах зарубежных послов (например, в 1585 году наряду с другими боярами Дмитрий Иванович «в большой лавке сидел» при приёме посла Речи Посполитой Льва Сапеги). И хотя такое положение после многолетней службы было справедливым, не последнюю роль сыграли личные связи: дочь Хворостинина Авдотья была замужем за Степаном Годуновым и Годуновы опирались на Хворостининых против своих соперников Шуйских.

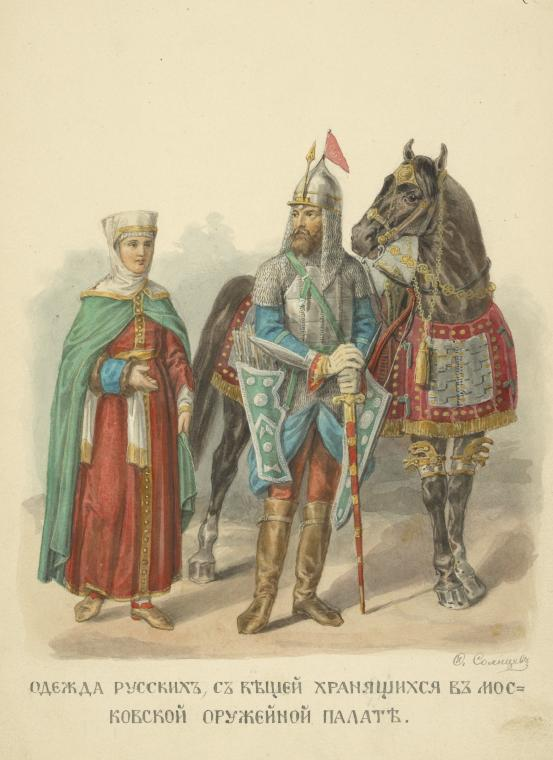
Воин поместной конницы. Реконструкция Ф. Г. Солнцева на основе предметов из собрания Оружейной палаты, 1869

Став главной фигурой в организации обороны степных окраин Русского государства, Хворостинин смог отразить набеги крымских татар и ногайцев в 1585 и в 1586 году. В 1587 году с удачно расположенным войском Хворостинина не рискнуло сразиться и отступило 40-тысячное крымское войско.
Из-за неспокойствия на шведской границе Хворостинин в 1587 году был отозван с юга в Великий Новгород. Истекал срок Плюсского перемирия и назревала очередная русско-шведская война, которую Швеция надеялась выиграть в союзе с Речью Посполитой. На престол польско-литовского государства взошёл сын шведского короля Юхана III Сигизмунд III, однако шляхта Речи Посполитой, к счастью для России, на сей раз не захотела поддержать своего стратегического соперника. Военные действия против «свейского короля Ягана» начались в январе 1590 года с целью вернуть России утраченный доступ к Балтийскому морю. Хворостинин, считавшийся в силу своего наступательного стиля лучшим полководцем, был назначен командующим передового полка, игравшего главную роль, хотя формальными главами войска во избежание местнических споров были назначены Фёдор Мстиславский и Андрей Трубецкой. Взяв Ям, передовой полк Хворостинина разбил близ Ивангорода 4-тысячное (по другим данным, 20-тысячное) шведское войско под началом генерала Густава Банера и заставил его отступить к Раковору, оставив русским все пушки и припасы. Последовала осада Нарвы подтянувшимся главным русским войском. Во время осады передовой полк во главе с Хворостининым выдвинулся в сторону Раковора для заслона осадного войска от шведского нападения извне. Взять Нарву не удалось, однако в результате перемирия шведы передали России помимо уже отбитого ею Яма Ивангород и Копорье. Существенная заслуга в этом успехе принадлежала Хворостинину.
После перемирия Хворостинин оставил военную службу и принял монашеский постриг под именем Дионисий в Троице-Сергиевой обители, где и похоронен, о чём свидетельствует надгродный камень с надписью: Князь Дмитрий Иванович Хворостинин, в иночестве Деонисий. представился 7098 (1590) августа в 7 день.

## Оценки
Отличительным стилем воеводы с чрезвычайно насыщенным «послужным списком», являлась атакующая тактика, высокая активность и подвижность. Характер многих его побед в отрыве от основных сил и в результате рискованных манёвров свидетельствует о его популярности и высоком авторитете у воинов. Различные военные историки говорят о нём как об одном из лучших русских полководцев XVI века, карьера которого в значительной степени страдала от переменчивого благоволения высшей власти и местнических тяжб более знатных соперников. Лучшим русским военачальником своего времени его называют Энциклопедический словарь Брокгауза и Ефрона и Николай Карамзин.
Доктор исторических наук Дмитрий Володихин высказался о Хворостинине следующим образом:

«Как видно, князь относился к той драгоценной породе русских людей, которая способна была, взвалив большое дело себе на хребтину, волочь его до полного исполнения, не щадя сил и не прося поблажек. Эти-то и поднимали великие царства. Отвагою своей, выносливостью, превосходящей всякое вероятие, и чудовищной энергией в деле».

## Семья
Дмитрий Иванович Хворостинин был старшим сыном Ивана Михайловича Хворостинина и имел троих младших братьев — Фёдора, Андрея и Петра, каждый из которых был заметным военачальником.
Супруга Евдокия Никитична († 1633), принявшая после его смерти монашеский постриг под именем Ефросинья, погребена в Троице-Сергиевом монастыре, рядом с мужем. На надгробной плите выбита надпись: Боярина князя Дмитрия Ивановича Хворостина княгиня Евдокия Никитична, в иночестве схимница Ефросиния. представилась 7142 (1633) год октябрь в 15 день.
У них было трое сыновей — Иван, Юрий и Григорий. Также у четы Хворостининых была дочь по имени Авдотья, которая вышла замуж за Степана Степановича Годунова.

## Память
Дмитрий Хворостинин является главным героем романа «Смертная чаша» (2018) историка Дмитрия Володихина, посвящённого Молодинской битве и предшествующим ей событиям.